# Agrilus cuprescensellus
Agrilus cuprescens é uma espécie de inseto do género Agrilus, família Buprestidae, ordem Coleoptera. Foi descrita por Ménétriés, 1832.
É originário do Paleártico onde está muito difundido. Tem sido introduzido acidentalmente nos Estados Unidos desde 1923. Alimenta-se de rosas, Rubus (framboesas), Ribes (groselhas).